# Fiona pinnata
Genre
Espèce
Fiona pinnata, unique représentant du genre Fiona au sein de la famille des Fionidae, est une espèce marine de mollusques de l'ordre des nudibranches.